# いつかきっと (ナオト・インティライミの曲)
「 いつかきっと」は、ナオト・インティライミによる楽曲。彼の15枚目のシングルとして2015年4月8日にユニバーサルシグマから発売された。

## 概要
広瀬すずと中川大志出演のCMソングに起用され大きな反響を呼び、「恋する季節」以来4作ぶりにTOP10入りを果たした。

## 収録曲
全作曲：ナオト・インティライミ
1. いつかきっと [4:57]
  - 作詞：ナオト・インティライミ、編曲：大久保薫、ナオト・インティライミ

「資生堂SEA BREEZE」CMソング
2. てのひら [3:20]
  - 作詞：ナオト・インティライミ、佐伯ユウスケ、編曲：大久保薫、ナオト・インティライミ

「中日新聞／東京新聞」CMソング
3. いつかきっと（Instrumental） [4:57]
4. てのひら（Instrumental） [3:20]